# Red Hat
Red Hat (англ. червоний капелюх) — американська ІТ-компанія, що базується в місті Ралі (англ. Raleigh), столиці штату Північна Кароліна в США. Компанія випускає рішення на базі вільної ОС GNU/Linux: Red Hat Enterprise Linux (поширюється за річною передплатою) і Fedora (поширюється вільно) та інші програмні продукти й послуги на базі відкритого вихідного коду (зокрема, середовище компіляції й виконання застосунків GNU/Linux (POSIX) під ОС Microsoft Windows — Cygwin).

## Історія
У 2006 році компанія купила розробника відкритих корпоративних рішень JBoss. У 2008 році була придбана компанія Qumranet, розробник засобу віртуалізації KVM.
Серед послуг, які надає компанія: безперервна технічна підтримка, навчання системних адміністраторів і розробників, прийом іспитів RHCE (Red Hat Certified Engineer), Red Hat Certified Technician (RHCT), RHCSS (Red Hat Certified Security Specialist) і RHCA (Red Hat Certified Architect).
Компанія почала працювати у 1993 році, і нині налічує близько 3200 співробітників і 27 підрозділів у світі, бувши одним з найбільших постачальників рішень на базі GNU/Linux, та компанією № 1 за внеском в ядро Linux. Головний офіс компанії перебуває у місті Ралі, Північна Кароліна, США.
До 2002 року основним продуктом Red Hat була операційна система загального призначення Red Hat Linux, у травні 2002 року відбувся випуск корпоративної ОС Red Hat Linux Advanced Server 2.1 (пізніше перейменованої в Red Hat Enterprise Linux AS 2.1), розробленої на базі Red Hat Linux 7.2 у межах окремого проєкту.
У 2003 році Red Hat змінила політику випуску дистрибутивів, відмовившись від випуску коробкових версій Red Hat Linux (остання коробкова версія — Red Hat Linux 9) і перетворивши внутрішній процес розробки Red Hat Linux у відкритий проєкт Fedora (від назви фетрового капелюха-федори), який не забезпечується офіційною підтримкою, але підтримуваний співтовариством розроблювачів і експертів із GNU/Linux, найактивнішу частину якої складають співробітники Red Hat.
Корпоративне рішення називається Red Hat Enterprise Linux, а вільно розповсюджуваний відкритий дистрибутив — Fedora. Проєкт Fedora задуманий компанією, як тестовий майданчик для нових технологій і компонентів системи, які згодом можна використовувати в корпоративних дистрибутивах.
28 жовтня 2018 року компанія IBM оголосила про купівлю Red Hat за $34 млрд.

## Виноски
1. ↑  Global LEI index
2. ↑  ZDNET — 1991.
3. ↑  https://www.redhat.com/en/about/press-releases/red-hat-acquire-coreos-expanding-its-kubernetes-and-containers-leadership
4. ↑  https://www.businesswire.com/news/home/20220712006126/en/Red-Hat-Names-Matt-Hicks-President-and-Chief-Executive-Officer
5. ↑  Red Hat Reports Fourth Quarter and Fiscal Year 2011 Results. Red Hat. 23 березня 2011. Архів оригіналу за 24 червня 2013. Процитовано 23 березня 2011.
6. ↑  https://www.redhat.com/en/about/press-releases/ibm-closes-landmark-acquisition-red-hat-34-billion-defines-open-hybrid-cloud-future
7. ↑  https://www.redhat.com/en/about/press-releases/red-hat-acquire-kubernetes-native-security-leader-stackrox
8. ↑  Архівована копія. Архів оригіналу за 15 липня 2009. Процитовано 27 травня 2010.{{cite web}}:  Обслуговування CS1: Сторінки з текстом «archived copy» як значення параметру title (посилання)(англ.)
9. ↑  Архівована копія. Архів оригіналу за 27 травня 2010. Процитовано 27 травня 2010.{{cite web}}:  Обслуговування CS1: Сторінки з текстом «archived copy» як значення параметру title (посилання)(англ.)
10. ↑  OpenNews: Компания IBM объявила о покупке Red Hat. www.opennet.ru. Архів оригіналу за 28 жовтня 2018. Процитовано 28 жовтня 2018.